# Liste de monastères de moniales franciscaines de France
Cet article liste les monastères de moniales franciscaines actifs ou ayant existé sur le territoire français actuel. Il s'agit des monastères de religieuses contemplatives de spiritualité franciscaine.
Ces monastères ont pu dépendre, a différentes époques, d'ordres, congrégations, fédérations ou groupements divers, dont les principaux, pour la France, sont :
- l'ordre de la Bienheureuse Vierge Marie (Annonciades) (1501-)
- les Clarisses ou Pauvres Dames ou Pauvres Claires
  - les Clarisses de la Première Règle
  - les Clarisses Capucines ou Capucines
  - les Clarisses Colettines ou Colettines
  - les Clarisses Urbanistes ou Urbanistes
- les Pauvres Claires de l'Adoration perpétuelles (fondées en France)
- les Franciscaines conceptionnistes ou Conceptionnistes
- les Franciscaines du Très Saint Sacrement
- les Franciscaines de l'Immaculée Conception
- les Franciscaines de Sainte-Élisabeth
- les Franciscaines de Jésus-Hostie
- les Franciscaines de Notre-Dame de la Mission
- les Franciscaines du Saint-Esprit (dites de Montpellier)
- les Pénitentes Récollettes de Saint François
- les Tertiaires régulières franciscaines

On dénombre en 2007 seize observances et 73 fédérations de moniales franciscaines.
La supérieure des monastères de clarisses porte le titre d'abbesse, mais il ne s'agit pas à proprement parler d'abbayes.
Les dates indiquées entre parenthèses correspondent à la fondation et à la fermeture du monastère actif de moniales franciscaines.
Les monastères actifs sont signalées en caractères gras.
- Haut – A
- B
- C
- D
- E
- F
- G
- H
- I
- J
- K
- L
- M
- N
- O
- P
- Q
- R
- S
- T
- U
- V
- W
- X
- Y
- Z

## A
- Monastère d'Aigueperse (Puy-de-Dôme)
- Monastère d'Aire-sur-la-Lys (Pas-de-Calais), fondé par Gravelines
- Monastère d'Aix-en-Provence, Capucines (1337-? et 1827-?)
- Monastère d'Alençon - Colettines (1498-) (Alençon, Orne)
- Monastèred'Amiens - Colettines (1445-) (Somme)
- Monastère d'Annecy (1535-?)
- Monastère d'Annonay (Ardèche)
- Monastère d'Argentan (Orne) ou Couvent de Sainte Claire d’Argentan (Clarisses)
- Monastère Sainte Claire d'Arras, Colettines (1456-) (Arras, Pas-de-Calais)[1].
- Monastère d'Aurillac (1626)[2],[3].
- Monastère d'Auxonne (Côte-d'Or)
- Monastère d'Avignon
- Monastère d'Azille, Colettines (1361- 2008) (Azille, Aude)

## B
- Monastère de Bastia (vers 1600-1793 puis 1851-) (Bastia, Corse)
- Monastère de Bayonne
- Monastère de Beaumont-de-Lomagne (Beaumont-de-Lomagne)
- Monastère Sainte-Claire de Besançon, Colettines (vers 1250-réformées en 1410-1792, puis 1879-) (Doubs), transféré à Ronchamp en 2009
- Monastère de Béziers, Colettines (vers 1240-2013 ?) (Hérault)[4]
- Monastère de Boisset (1500-?)[5],[6] (Cantal)
- Monastère de Bordeaux (Annonciades)
- Monastère de Bordeaux (Clarisses) : voir Talence-Bordeaux
- Monastère de Bourg-en-Bresse
- Monastère de Brucourt (Annonciades) (Brucourt, Calvados)
- Monastère de Bussières-et-Pruns - Franciscaines de Notre-Dame de la Mission (Bussières-et-Pruns, Puy-de-Dôme)

## C
- Monastère de Cahors
- Monastère de Caluire
- Monastère Sainte-Claire de Cambrai, Colettines (1496-? et 1848-) (Cambrai, Nord)
- Monastère de Carlat (1323-?)[7].
- Monastère Notre-Dame de l'Action de Grâces de Castelnaudary, clarisses (Castelnaudary, Aude)
- Monastère de Chamalières, Capucines (1930-) (Chamalières, Puy-de-Dôme)[8].
- Monastère de Chambéry, Urbanistes
- Monastère de Chambéry (1464-?)
- Monastère de Champfleur (Franciscaines de l'Immaculée Conception) (Champfleur, Sarthe)
- Monastère de Champfromier (Champfromier, Ain)
- Monastère de Changis-Saint-Jean (Seine-et-Marne) (1934)
- Monastère de Charolles (Charolles, Saône-et-Loire)
- Monastère de Châteauroux (1865-?)
- Monastère de Crest, Colettines (1826-) (Crest, Drôme)

## D
- Monastère de Die, fondé par Romans, transféré à Crest
- Monastère de Dinan (1481-?) (Côtes-d'Armor)[9].
- Monastère de Dunkerque, fondé par Gravelines

## E
- Monastère d'Évian, Colettines (1569-? puis 1875-) (Évian-les-Bains, Haute-Savoie)

## F
- Monastère de Fourmies, Colettines (1922-) (Fourmies, Nord)

## G
- Monastère de Gien
- Monastère de Gourdon (Lot)
- Monastère de Gravelines (1608-?)[10].
- Monastère de Grenoble, Colettines (1478-1793) puis 1878-transfert de la communauté à Voreppe en 1964.) (Grenoble, Isère)

## H
- Monastère d'Haubourdin, Colettines (1901-) (Haubourdin, Nord)[11],[12].

## L
- Monastère de Langres
- Monastère de La Nouvelle, diocèse de Nimes, fondé par Paray-le-Monial
- Monastère de La Roche-sur-Yon, Urbanistes (Vendée)
- Monastère de La Rochelle-Lafont, Colettines (1922-) (Charente-Maritime)
- Monastère de La Souterraine (1921-1950) (La Souterraine, Creuse)[13].
- Monastère de La Verdière, Colettines (1942-) (Montfavet, Var)[14].
- Monastère de Patience de Laval (Urbanistes) (Laval, Mayenne)
- Monastère de Lavaur (1398-? puis 1642-1792 puis 1802-) (Lavaur, Tarn)
- Monastère de Lille (1480-? puis 1866-1901) (Lille, Nord)
- Monastère de Limoges - Urbanistes (1619-1792 puis 1794-1905 puis 1950-) (Limoges, Haute-Vienne)
- Monastère de Longchamp - Urbanistes (1260-?)
- Monastère de Lorgues - Capucines (1856-) (Lorgues, Var), fondé par Aix
- Monastère de Lourdes, Colettines (1876-) (Hautes-Pyrénées)
- Monastère de Lyon - Clarisses (Rhône)[15].
- Monastère de Lyon - Franciscaines de Sainte-Élisabeth (Lyon)

## M
- Monastère de Marseille - Capucines (1623-transfert à Sigolsheim en 1951) (Marseille, Bouches-du-Rhône)
- Monastère de Marseille - Colettines (1254-) (Marseille, Bouches-du-Rhône)
- Monastère de Mazamet (1887-) (Tarn), fondé par Millau
- Monastère de Menton (Annonciades) (Menton, Alpes-Maritimes)
- Monastère de Merville (Franciscaines Pénitentes Récollectines) (Nord)
- Monastère de Metz
- Monastère de Millau (1291-1562 puis 1634-? puis 1875-) (Aveyron)
- Monastère Saint-Jean-Baptiste du Moncel, urbanistes (1309-?) (Pontpoint, Oise)
- Monastère de Mont-de-Marsan
- Monastère de Montbrison (1500-?) (Montbrison, Loire)
- Monastères de Montpellier (Hérault) :
  - Monastère Sœurs Franciscaines du Saint Esprit - Franciscaines du Saint-Esprit de Montpellier (présence active), rattachée à l'ordre des frères mineurs Capucins (présence active)
  - Monastère (et maison-mère) des Sœurs de Saint François d'Assise (rue Lakanal, Montpellier) (présence active)
  - Petites Sœurs de Saint François d'Assise (rue de l'Hortus, Montpellier) (présence active)
  - Les Capucins ont occupé quelque temps des bâtiments contemporains près de l'église Saint Paul, Montpellier (départ antérieur à 2019 ?).
  - Couvent des Cordeliers de Montpellier (1264 ? - 1562 ou 1564 - 1re destruction, puis 1607 - 1621, 2e destruction, voire au-delà : 1791 ?) [16]
  - Couvent des Récollets, Montpellier (1622 - 1790) [17]
  - Couvent des Ursulines, anciennes prisons (ex-Caserne Grossetti), Montpellier (1641 - 1789) [18]
  - Couvent des Capucins (détruit en 1983, rue du 81e-Régiment-d'Infanterie, Montpellier)[19]
- Monastère Sainte-Claire de Morgon (Villié-Morgon, Rhône)
- Monastère de Moulins (Moulins, Allier)
- Monastère Sainte-Claire de Mur-de-Barrez, Urbanistes (1654-1792 puis 1868-) (Mur-de-Barrez, Aveyron)[20].

## N
- Monastère de Nancy (1920-) (Nancy, Meurthe-et-Moselle)[21].
- Monastère de Nantes  (1457-) (Nantes, Loire-Atlantique)[22].
- Monastère Notre-Dame du Sacré-Cœur de Nérac, Colettines (1358-? puis 1935-?) (Nérac, Lot-et-Garonne)
- Monastère de Nice-Cimiez, Colettines (1604-1793 puis 1924-) (Nice, Alpes-Maritimes)
- Monastère de Nieul-sur-Mer (Nieul-sur-Mer, Charente-Maritime)
- Monastère de Nîmes - Colettines (1337-? puis 1891-? puis 1918-) (Nîmes, Gard)
- Monastère de Nogent-l'Artaud (Aisne)

## O
- Monastère d'Orthez, Colettines (1874-) (Orthez, Pyrénées-Atlantiques)

## P
- Monastère de Pamiers
- Monastère de Paray-le-Monial, Colettines (1878-) (Paray-le-Monial, Saône-et-Loire), fondé par Périgueux
- Monastère de Paris, Colettines (1483-? puis 1876-) (Paris, Seine)[23].
- Monastère de Paris, Capucines (1606-Révolution française) (Paris, Seine)
- Monastère de Paris (Franciscaines de Jésus-Hostie) (Paris, Seine)[24].
- Monastère de Paris (Capucines) (boulevard des Capucines)
- Monastère de Périgueux (vers 1271-? puis 1814-1905 puis 1936-) (Périgueux, Dordogne)
- Monastère de Péronne - Colettines (1481-Révolution française puis ?-1914 puis 1931-) (Péronne, Somme)
- Monastère de Perpignan - Première règle puis colettines de 1446 à 1793 puis constitutions de Nantes (vers 1267-) (Perpignan, Pyrénées-Orientales)[25].
- Monastère de Pessac
- Monastère de Peyruis (Annonciades) (Peyruis, Alpes-de-Haute-Provence)
- Monastère Sainte-Claire de Poligny, Colettines (1415-Révolution française puis 1819-) (Poligny, Jura)[26].
- Monastère de Pont-à-Mousson
- Abbaye Saint-Jean-Baptiste du Moncel Pontpoint (Oise)
- Monastère de Provins
- Monastère du Puy-en-Velay, Colettines (1432-?) (Le Puy-en-Velay, Haute-Loire)

## R
- Monastère de Reims-Cormontreuil  - Constitutions de Nantes (1220-Révolution française puis 1933-) (Reims, Marne)[27],[28].
- Monastère de Rennes - Colettines (1885-2014) (Rennes, Ille-et-Vilaine), fondé par Alençon.
- Monastère de Riez
- Monastère de Romans - Colettines (1621-), fondées par Grenoble (Romans, Drôme)
- Fraternité des Clarisses de Ronchamp[29], transfert en 2009 à Ronchamp (Haute-Saône) du Monastère Sainte-Claire de Besançon, Colettines (vers 1250-réformées en 1410-1792, puis 1879-).
- Prieuré de Roôcourt-la-Côte (Roôcourt-la-Côte, Haute-Marne)
- Monastère de la Sainte-Trinité de Roubaix - Colettines (1876-2008) (Roubaix, Nord)
- Monastère de Rouen (1485)
- Monastère des Clarisses anglaises de Rouen (1650)[30].

## S
- Monastère de Saint-Doulchard (Annonciades) (Saint-Doulchard, Cher)
- Monastère de Saint-Hilaire-du-Harcouët - Colettines (1919-) (Saint-Hilaire-du-Harcouët, Manche)[31].
- Monastère de Saint-Omer - Première règle (avant 1321-1478 puis 1581-) (Saint-Omer, Pas-de-Calais)
- Monastère de Saint-Palais
- Monastère de Saint-Symphorien-les-Tours - Colettines (1920-) (Indre-et-Loire)[32].
- Monastère de Salins (1636-?)
- Monastère de Saxon-Sion (Saxon-Sion, Meurthe-et-Moselle)
- Monastère de Seurre (1421-?) (Seurre, Côte-d'Or)
- Monastère de Sigolsheim - Capucines (1951-2009) (Sigolsheim, Haut-Rhin)[33],[34].

## T
- Monastère de Talence-Bordeaux - Colettines (avant 1239-1575 puis 1891-1901 puis 1923-) (Gironde)
- Monastère de Tassin-la-Demi-Lune (ou Tassin_les-Lyon) - Colettines (1269-1501-1598 Lyon, Tassin 1951 puis transfert à Crest, Drôme 2007) (Tassin-la-Demi-Lune, Rhône)
- Monastère de Thiais (Annonciades) (Thiais, Val-de-Marne)
- Monastère Sainte-Claire de Toulouse (1246-? puis 1517-? puis 1645-? puis 1858-? puis 1928-) (Toulouse, Haute-Garonne)[35].
- Monastère de Troyes (Franciscaines du Saint-Sacrement) (Aube)
- Monastère de Tulle

## V
- Monastère de Valence (1815-1946), fondé par Romans
- Monastère de Valenciennes
- Monastère de Vals - Colettines (1887-) (Vals-les-Bains, Ardèche)
- Monastère du Val d'Ajol - Colettines (1935-) (Le Val-d'Ajol, Vosges)
- Monastère Sainte-Claire de Vandœuvre, Colettines (1920-) (Vandœuvre-lès-Nancy)[36].
- Monastère de Vermand
- Monastère de Versailles - Colettines (1860-) (Versailles), fondé par Poligny
- Monastère de Vichy (Franciscaines de la régulière observance) (Vichy, Allier)
- Monastère de Villeneuve-sur-Lot (Annonciades) (Villeneuve-sur-Lot, Lot-et-Garonne)
- Monastère de Voreppe